# 近体诗
近體詩，又名格律詩，是指有格律的詩。近體詩這一名稱是相對於古體詩而言。南朝開始注意詩歌格律，這些格律至初唐趨於完備和發展成熟，在唐代以後，對於平仄、對仗和用韻，都有很嚴格的規定。這種依照嚴格的規律寫出來的詩，是唐以前所未有的，所以在當時便被稱為近體詩。 也因其嚴密格式和規律，猶如法律、紀律一樣，被稱為律體詩。
近體詩分為固定八句的律詩與四句的絕句，以及超過八句的排律（長律）。
著名詩人有李白、杜甫，還有王之渙。

## 近體詩發展
近體詩發展，由南朝發端，劉宋時鮑照、顏延之、謝靈運等人嘗試調節平仄，彰顯韻律，是為「元嘉體」。蕭齊時，格律逐漸嚴格，蕭衍、沈約、謝朓、任昉等「竟陵八友」為其代表，稱為「永明體」，至初唐時，近體詩形式方才大致告成。
據現今流傳「詩格」等作品，初唐格律與後代認知尚有差距，有許多不同音律調節的嘗試，也未定型。到沈佺期、宋之問二人，律詩格律才算完成。沈佺期擅長七律，宋之問則長於五律，而後對押韻、平仄及對仗樣式討論，已漸趨一致。初唐文風華靡唯美，仍有六朝遺風。陳子昂、張九齡力轉流行，逐漸建立唐人詩風。
初唐時期，格律與風格都逐漸形成新體，進入盛唐時期，轉化為中國古典詩歌的黃金時期。所謂黃金時期，乃專就形式美感與抒情風格而言，這也是許多論者所以為唐詩的特色。盛唐時期，田園、邊塞等風格、題材極盛，王維、孟浩然為田園自然詩風代表；岑參、高適、王之渙、王昌龄為邊塞詩風的代表。浪漫派如李白、社會寫實如杜甫等詩體也逐漸出現。

## 絕句簡介
絕句，為近體詩體裁之一，一篇四句，有五言、七言之分，亦有少數六言作品。唐代近體詩形成以前，即有五言絕句的形式產生，入唐以後稱為「古絕」，原稱為「短句」、「斷句」、「截句」等，名稱最早可見於六朝。「古絕」形式較為自由，並無嚴格的格律限制，常有押仄聲韻的作品。至於格律化的絕句，又稱「律絕」，須依守近體詩格式。
五、七言絕句應起源於古詩，隨詩歌格律發展，而成為絕句，唐代達到極盛，宮廷、梨園、邊塞、旗亭無不傳唱。王昌齡、王之渙、李白、杜牧、李賀、李商隱都是絕句的名家。宋朝以後，王安石、蘇軾、陸游同樣擅長絕句。

## 律詩簡介
八句
永明音律與六朝駢文對近體詩的對仗形式影響深遠，永明時期之後，工穩的對仗詩篇已逐漸產生，到隋煬帝《江都宮樂歌》，初步建立七律的形式。
律詩最後成形於唐初，宰相上官儀為其代表，其作品「綺錯婉媚」，風行當時，稱為「上官體」，他提出所謂「六對」，歸納六朝以來的對仗形式。而杜審言詩作聲律工整，有諸多五言排律作品，建立五言律詩的法度模範。至沈佺期、宋之問手中，律詩終告成熟，格律成為定式，當時並稱為「沈宋」，民間律詩以杜甫、李商隱最為突出。
範例：
|                                    | 泬寥空色遠，芸黃凄序變。 涸浦落遵鴻，長飆送巢燕。 千秋流夕景，萬籟含宵喚。 峻雉聆金柝，層台切銀箭。 |
| ——上官儀，《奉和颍川公秋夜》上官體 | |

|                          | 白石岩扉碧藓滋，上清沦谪得归迟。 一春梦雨常飘瓦，尽日灵风不满旗。 萼绿华来无定所，杜兰香去未移时。 玉郎会此通仙籍，忆向天阶问紫芝。 |
| ——李商隱，《重过圣女祠》 | |

## 格律
目前對於近體詩格律的理解，主要來自明清學者對唐詩的歸納，现代學者王力的《漢語詩律學》，更全面統計《全唐詩》，整理其規律。而在唐朝，對於格律的討論則散見於當時各種「詩格」的紀錄。大體而言，所謂格律限制可歸納為篇有定句，句有定字，字有定聲。亦即在近體詩篇中句數、字數、平仄、押韻都有嚴格的限制。

### 平仄
在永明聲律四聲理論興起之前，《詩經》以降，乃至西漢辭賦，對於聲調調和，所謂宮商、浮切、抑揚等等，多所探索，早已積累不少形式。早期對於聲音的分別，往往藉由音樂的宮、商、角、徵、羽或者浮、切、輕、重等描述詞彙表示。佛教傳入中國之後，漢譯佛經時，由於梵語有摩多、體文之分，遂使漢人逐漸探索發現漢語的音韻結構，相傳沈約最早發現漢語有平、上、去、入等四聲之分。而依四聲的聲韻調配，在六朝時期有所謂「八病」的討論。所謂八病，是指詩文之中，八種音韻調配的疵病。而八病的討論，逐漸形成唐代近體詩歌平聲與仄聲調配的規律。在原本的八病之中，關於音韻調配的要求，較為煩瑣細密，有些甚至擴大到與字面、字義的搭配，到唐人甚至有二十八病的說法，十分瑣細，卻難以嚴守。所以，後來慢慢演變出以平聲、仄聲搭配調節的格律限制。
所謂平仄的分別，即是將四聲中上聲、去聲、入聲併稱為仄聲，與平聲相對。

#### 聲調譜
詩歌依照平仄交替安排，形成抑揚起伏的節奏，歸納出共同的格式，稱為「聲調譜」、「平仄譜」或「詩譜」。目前所見的聲調譜，大體是清人歸納唐人詩作而來，成為做詩依循的定格。聲調譜以每兩字為一個節奏，平仄遞用，如「平平仄仄」、「仄仄平平」。
詩作依首句第二字平仄，可分為「平起格」與「仄起格」，首句有入韻，亦有不入韻者，格式各有不同。
五言近體詩有：「仄仄平平仄」、「平平仄仄平」、「平平平仄仄」、「仄仄仄平平」等四種基本句式。七言近體詩則有「平平仄仄平平仄」、「仄仄平平仄仄平」、「仄仄平平平仄仄」、「平平仄仄仄平平」等四種基本句式。所有聲調譜則由這些基本句式組織而成。一篇之中依其順序，第一、第二句為一聯；第三、四句為一聯，以次類推。一聯之中，前句為「出句」，後句為「對句」，「出句」末字為仄，「對句」末字為平，兩句平仄相對，如「平平平仄仄」對「仄仄仄平平」；又如「仄仄平平仄」對「平平仄仄平」。
相鄰兩聯中，前聯的「對句」與下聯的「出句」平仄則要相近，稱為「相黏」。依「相對」與「相黏」便可組成聲調譜。如「五言絕句平起格，首句不入韻」格式如下：
平平平仄仄，
仄仄仄平平，
仄仄平平仄，
平平仄仄平。
又如「七言絕句仄起格，首句入韻」格式如下：
仄仄平平仄仄平，
平平仄仄仄平平，
平平仄仄平平仄，
仄仄平平仄仄平。
必須特別留意的是，近體詩押韻句，率押平聲韻，故偶數句末字需用平聲，首句則依入韻不入韻，入韻者末字用平聲，不入韻者末字用仄聲。而律詩、排律格式也依此，可按照相對相黏的模式推演出來。

### 押韻
押韻，又稱入韻、韻。在中國上古口耳相傳的詩歌中，即有韻語。而在具體的文獻中，《詩經》是韻文最早期的典範，其押韻現象反映了上古音韻的系統。唐代以前，至近體詩形成之初，詩歌押韻主要以當時口語為依據。六朝以後，由於韻書出現，押韻漸趨嚴格。近體詩定型之後，自唐代開元、天寶年間以降以至明清甚至當代的舊體詩歌，則依照韻書的規定押韻。隋朝陸法言等人所編纂《切韻》，唐代時改編為《唐韻》，為科舉時詩賦取士的依據。北宋真宗年間修訂《大宋重修廣韻》分為二百零六韻部，然而限定部份的韻部可以同用，經歷代演變。金朝人王文郁所編韻書，大體反映唐宋人的押韻現象，後南宋江北平水人劉淵刊印《壬子新刊禮部韻略》其實就是王文郁所著，這就是習稱的「平水韻」，元朝時正式合併為一百零六韻，相沿使用，即今日所見的《詩韻》。雖各地漢語方言、音系不同，作詩皆依「平水韻」的系統。
近體詩押韻時，大體以押平聲韻為原則。詩篇之中，偶數句必須押韻，奇數句不押韻，首句則可選擇入韻或不入韻。押平聲韻的作品，不押韻的句子末字，需用仄聲字；押仄聲韻的作品，不押韻的句子末字，則需改用平聲字。至於一篇之中，必須一韻到底，不可換韻，也不可通韻。偶有一二作品首句通用鄰近韻部的作品，則稱為「襯韻」、又稱「孤雁入群格」。实际创作中，还有进退格，轱辘格等，不过未被正体接纳，属于变体。

#### 詩韻韻目
平水韻共一百零六韻，分平、上、去、入四部份，平聲韻字較多，又分成上平聲、下平聲兩卷。
- 上平聲：一東、二冬、三江、四支、五微、六魚、七虞、八齊、九佳、十灰、十一真、十二文、十三元、十四寒、十五刪

- 下平聲：一先、二蕭、三肴、四豪、五歌、六麻、七陽、八庚、九青、十蒸、十一尤、十二侵、十三覃、十四鹽、十五咸

- 上聲：一董、二腫、三講、四紙、五尾、六語、七麌、八薺、九蟹、十賄、十一軫、十二吻、十三阮、十四旱、十五潸、十六銑、十七篠、十八巧、十九皓、二十哿、廿一馬、廿二養、廿三梗、廿四迥、廿五有、廿六寢、廿七感、廿八琰、廿九豏

- 去聲：一送、二宋、三絳、四寘、五未、六御、七遇、八霽、九泰、十卦、十一隊、十二震、十三問、十四願、十五翰、十六諫、十七霰、十八嘯、十九效、二十號、廿一箇、廿二禡、廿三漾、廿四敬、廿五徑、廿六宥、廿七沁、廿八勘、廿九艷、三十陷

- 入聲：一屋、二沃、三覺、四質、五物、六月、七曷、八黠、九屑、十藥、十一陌、十二錫、十三職、十四緝、十五合、十六葉、十七洽

### 對偶
中文獨體單音，極易構成對偶形式，所謂對偶，乃指句型字數相同，詞性相對應，如王維詩「明月松間照，清泉石上流」。由上古文獻、先秦作品中，對偶句型偶拾即是。古體詩中，有許多作品皆有對仗句。六朝至初唐駢文流行，通篇多用駢四儷六形式，文人研究對仗的類型，劉勰《文心雕龍》有〈儷辭篇〉專論對偶，提出所謂「言對」、「事對」、「正對」、「反對」之分。唐上官儀有六對、八對之說。後人分法越細，日本留學僧空海《文鏡秘府論》提出有二十九對之多。近體詩中，對仗更受嚴格格律限制，尤其律詩成熟後，規定頷聯、頸聯都須對仗，成為中國詩歌形式美之典範。對仗之美，並不侷限於形式對稱而已，許多詩人作品，一聯之中，意義對應互補，閱讀時有迴環、映襯、互映的美感。

### 犯孤平
對於五言律句“平平仄仄平”和七言律句“仄仄平平仄仄平”格式的韻腳句（對句）而言，如果頭節上字（即五言律句的第一字，七言律句的第三字）改為仄聲，那麽該句裏邊除了韻腳以外，句中就單剩一個平聲字了，這種情況就叫犯孤平。孤平是詩家大忌，王力先生把這類歸類為丙種拗，詩人對於這種錯誤是必須要避免的，如果犯孤平必須要進行“孤平拗救”。

#### 拗救
所謂「拗」，是指聲調譜中原該用平聲之處，用了仄聲；或原該用仄聲之處，用了平聲。為使聲韻協調，在其句中或一聯之中上、下句的相對應位置也得拗，二拗相抵，稱為「救」，合稱為「拗救」。
舉例說，王維詩句：「落日鳥邊下，秋原人外閒。」第一句鳥字位置應平而仄，第二句同位置用人字，則應仄而平。孟浩然《春曉》第三句：「夜來風雨聲」，第一字和第三字平仄互易，成了拗救句。